# Râul Florișoru
Râul Florișoru sau Râul Florișor este un curs de apă, afluent al râului Vedea. 